# Fontaine de Nothalten (1543)
Pour les articles homonymes, voir Fontaine de Nothalten.
La fontaine de Nothalten est un monument historique situé à Nothalten, dans le département français du Bas-Rhin.

## Localisation
Cette construction est située à Nothalten.

## Historique
L'édifice fait l'objet d'une inscription au titre des monuments historiques depuis 1931.